# Marc Curci Pòstum
Marc Curci Pòstum (llatí: Marcus Curtius Postumus) era un tribú militar romà del segle i aC.
Ciceró el va recomanar pel càrrec a Juli Cèsar l'any 54 aC. En esclatar la guerra civil l'any 49 aC va abraçar la causa de Cèsar, qui va refredar les relacions amb Ciceró. Sembla que tenia l'esperança que Cèsar el promocionés als més alts càrrecs (diphabum cogitat, pensar en la porpra, en el consolat), i Pomponi Àtic va témer que Curci l'impedís de sortir d'Itàlia en aquell moment. Quan Ciceró va tornar a Roma després de la derrota dels pompeians, l'any 46 aC va creure necessari reconciliar-se amb Cèsar, i va tornar a cultivar l'amistat amb Curci. El 45 aC Pòstum planejava ser candidat al consolat el que va indignar a Ciceró, però la candidatura mai es va produir. Curci, a la mort de Cèsar, va atacar les persones que com Ciceró s'havien alegrat de l'assassinat del dictador, però sempre va respectar la seva persona.
En alguns manuscrits de Ciceró apareix com a Postumi en comptes de Pòstum.